# Золотой дворец Прабхупады
Золото́й дворе́ц Прабхупа́ды (англ. Prabhupada's Palace of Gold) — мемориальный храмовый комплекс, построенный в память основателя Международного общества сознания Кришны (ИСККОН) Бхактиведанты Свами Прабхупады. Находится на территории кришнаитской общины Нью-Вриндаван в Западной Виргинии и является одной из основных туристических достопримечательностей этого американского штата.
Когда появился первый проект сооружения в 1972 году, оно должно было стать местом пребывания для Свами Прабхупады. Со временем проект претерпел изменения, и в результате был построен изысканно украшенный дворец. В строительстве использовались более двухсот видов мрамора, покрытие из золотого листа, изысканная резьба по тиковому дереву, витражи, роспись. Церемония инаугурации храмового комплекса произошла 2 сентября 1979 года. Главными вдохновителями и руководителями сооружения Золотого дворца выступили лидер Нью-Вриндавана Киртанананда Свами и главный архитектор проекта и скульптор Бхагаватананда Даса.
В строительстве участвовали только кришнаиты, большинство из которых не имели никакого опыта строительных работ. Вспоминает Киртанананда Свами:
Вначале мы даже не знали, как класть кирпичи. Но по мере того, как пробуждалось наше сознание Кришны, развивались и наши способности в строительных работах, проявлялся наш творческий дар, и проект был успешно осуществлён.
После инаугурации храма в новостях телеканала CBS сообщили, что «великолепие Золотого дворца трудно было бы преувеличить». Газета The New York Times назвала Золотой дворец «преддверием рая», а The Washington Post — «почти раем». Журнал Life назвал дворец «местом, куда туристы могут приходить и восхищаться».
В 1990-е годы плохое управление и недостаток финансовых средств привели к определённым трудностям в поддержании Золотого дворца в должном состоянии. Положение улучшилось к началу 2000-х годов, и в настоящее время Золотой дворец ежегодно посещают около 40 тыс. туристов.